# Всё побеждает любовь
«Всё побеждает любовь» (укр. Все перемагає любов) — советский художественный фильм, снятый режиссёром Николаем Мащенко на киностудии имени А. Довженко по рассказу Олеся Гончара «За миг счастья».
Съёмки фильма были остановлены в 1968 году из-за преследования Олеся Гончара. Следующие попытки режиссёра приступить к производству были тщетными, и в итоге картину утвердили лишь в 1987 году.
Главные роли исполняют Константин Шафоренко и Елена Костина.

## Сюжет
Возвратившийся с фронта украинский солдат Сашко Диденко влюбляется в венгерскую крестьянку Лори, защищает её от разъярённого мужа, за что получает посмертный приговор.

Действие происходит в Венгрии, после Второй мировой войны. Солдат-украинец Саша Диденко влюбляется в местную девушку. Пережив четыре года войны, они стремятся к миру, счастью и свободе. Но однажды Сашка стреляет в старого венгра, который налетает на них с косой. Военный трибунал приговаривает арестованного солдата к смертной казни.
Оригинальный текст (укр.)Дія відбуваєтся в Угорщині, наприкінці Другої світової. Солдат-українець Сашко Діденко закохується в місцеву дівчину. Переживши чотири роки війни, вони пргануть миру, щастя і свободи. Але одного разу Сашко стріляє в старого угорця, який налітає на них із косою. Військовий трибунал засуджує заарештованого солдата до страти.
— Любомир Госейко

## В ролях
- Константин Шафоренко — Сашко Диденко
- Станислав Станкевич — Серов, председатель трибунала, полковник
- Дмитрий Миргородский — майор Шадура
- Елена Костина — Лори
- Валентин Троцюк — следователь, лейтенант
- Алексей Богданович — сержант Трегубов
- Николай Борисенко — священник
- Василий Фущич — старший лейтенант

## Съёмочная группа
- Режиссёр: Николай Мащенко
- Сценаристы: Олесь Гончар, Николай Мащенко
- Оператор: Сергей Борденюк
- Художник: Виталий Шавель
- Звукорежиссёр: Владимир Сулимов

## Критика
Может быть, лучшее, что он сделал после «Комиссаров». Это волнующий поэтический спор о нравственности идеи, мерой которой является жизнь или смерть человека. Возвышенная кинематографическая речь, которая иногда впадает в риторику, но не теряет чистого тона высокой трагедии.
— Людмила Донец, журнал «Искусство кино», №10, 1988

## Фестивали
- Фильм получил Золотой приз на Кинофестивале украинских фильмов в Торонто, Канада (1989)
- Константин Шафоренко получил приз за актёрский дебют на Республиканском кинофестивале в Днепропетровске (1988)